# Bing Audio
Bing Audio (també conegut com a Bing Music) és un sistema de reconeixement de música per a dispositius mòbils creat per Microsoft, el qual va ser implementat a partir de la versió 7.5 de Windows Phone. En Windows Phone 8.1, Bing Music forma part de Cortana i l'historial de cerques musicals és part de la llibreta de Cortana. El servei solament pot reconèixer cançons gravades, no actuacions en viu ni brunzits o taral·lejar. Els qui estiguin subscrits al sistema Xbox Music Pass poden afegir la cançó immediatament a les seves llistes de reproducció. Una característica exclusiva de Bing Àudio és que contínuament escolta i analitza la música, no com altres serveis similars que només poden "escoltar" per un temps definit. El 30 de març de 2016 Microsoft va anunciar que crearan robots basats en les funcions de Bing Skype de la qual Bing Music era una. Està disponible a:
Com a part de Cortana (on es recolza)
- Austràlia
- Canadà
- França
- Alemanya
- Índia
- Itàlia
- Espanya
- Regne Unit
- Estats Units

Com a part de Bing Mobile
- Argentina
- Àustria
- Bèlgica
- Brasil
- Dinamarca
- Finlàndia
- Irlanda
- Mèxic
- Països Baixos
- Nova Zelanda
- Noruega
- Portugal
- Suècia
- Suïssa